# Société de théorie des jeux
La Société de théorie des jeux (en anglais : Game Theory Society, GTS) est une société savante sans but lucratif, destinée à la promotion de la recherche, l'enseignement et les applications de la théorie des jeux. Elle est fondée en 1999 et basée au Center for Economic Research de l'Université de Tilbourg aux Pays-Bas.

## Histoire
Robert Aumann et Ehud Kalai sont les principaux fondateurs de la Société de théorie des jeux, ce dernier l'a présidée de 2003 à 2006.

## Activités
La Société organise un congrès tous les quatre ans : Bilbao (2000), Marseille (2004), Evanston (2008), Istanbul (2012) et Maastricht (2016). 
Elle publie deux revues:
- Games and Economic Behavior
- International Journal of Game Theory

## Liste des dirigeants
| Identité                            | Période       | Période | Durée |
| Identité                            | Début         | Fin     | Durée |
| ----------------------------------- | ------------- | ------- | ----- |
| Michihiro Kandori (en) (né en 1959) | 1er août 2022 |         |       |